# Сара Елізабет Гуд
Сара Елізабет Джейкобс, у шлюбі Гуд (англ. Sarah Elisabeth Goode; 1855–1905) — американська винахідниця і підприємиця. Друга в історії афроамериканка (після Джуді Рід), що отримала патент на винахід в США.

## Біографія

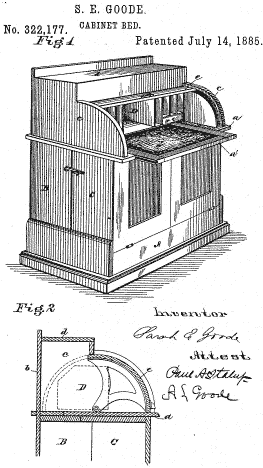
Винахід Сари Гуд

Народилася у 1855 році в Толідо (штат Огайо) другою із семи дітей Олівера та Гаррієт Джейкобсів. Батько, виходець з Індіани, був теслярем. Сара народилася в рабстві, і коли закінчилася громадянська війна в Америці, вона отримала свободу. Потім сім'я переїхала до Чикаго, де вона познайомилася і одружилася з Арчібальдом Гудом, який займався будівництвом сходів. Народила шістьох дітей, з яких лише троє дожили до повноліття.
Після одруження Сара Гуд відкрила в Чикаго меблевий магазин. Тоді їй прийшла ідея, як заощадити простір в маленьких будинках або квартирах. Багато з її клієнтів скаржилися, що у них немає достатньо місця для зберігання речей. Тоді Гуд винайшла складану шафу-ліжко, яка допомагала ефективніше використовувати житловий простір. У складеному варіанті ліжко служило письмовим столом. Патент на винахід був отриманий 15 липня 1885 року. Цей винахід використовується досі, особливо в містах з високою вартістю житла.
STEM Академія Сари Е. Гуд також є школою P-TECH, що розшифровується як Pathways in Technology Early College High School. P-TECH не лише пов'язує старшокласників з можливостями працевлаштування в перспективних галузях, а й пропонує їм можливість відвідувати курси коледжу під час навчання в старшій школі та отримувати кредити для обох — концепція, яка називається подвійним зарахуванням.
У 2019 році письменниця Вівіан Кіркфілд опублікувала дитячу книжку про життя Сари Е. Гуд як винахідниці під назвою "Солодких снів, Саро".